# Список герцогів і маркграфів Фріульських
Герцоги і маркграфи Фріульські були правителями герцогства Фріульського та маркграфства Фріульського на території сучасної Італії в середні віки.

## Лангобардські герцоги
- 568–590 Гізульф I
- 590–610 Гізульф II
- 610–617 Тассо
- 610–617 Какко
- 617–651 Гразульф
- 651–663 Аго
- 663–666 Лупус
- 666 Арнефріт
- 666–678 Вехтар
- 678-??? Ландарій
- ???-694 Родоальд
- 694 Ансфрід
- 694–705 Адо
- 705 Фердульф
- 705–706 Корвул
- 706–739 Пеммо
- 739–744 Рачіс, також король лангобардів
- 744–749 Айстульф, також король лангобардів
- 749–751 Ансельм
- 751–774 Петро
- 774–776 Гродгауд

## Призначені Каролінгами

### Герцоги
- 776–787 Маркарій
- 789–799 Ерік
- 799–808 Гунфрід
- 808–817 Айо
- 817–819 Кадал
- 819–823 Бальдеріх

### Маркграфи
- 846–863 Ебергард
- 863–874 Унрух III
- 874–888 Беренгар
- 891–896 Вальфред

Після смерті італійського короля Беренгара І Фріульського у 924 році маркграфство було ліквідоване та включене в склад Веронської марки